# Приваловка (Брянская область)
Приваловка — деревня в Стародубском муниципальном округе Брянской области.

## География
Находится в южной части Брянской области на расстоянии приблизительно 15 км на юг по прямой от районного центра города Стародуб.

## История
Основана в конце XVII века Михаилом Миклашевским. Входила во 2-ю полковую сотню Стародубского полка. В середине XX века работал колхоз «Слава труда». В 1892 году здесь (деревня Стародубского уезда Черниговской губернии) было учтено 111 дворов. До 2019 года входила в состав Занковского сельского поселения, с 2019 по 2020 в состав Понуровского сельского поселения Стародубского района до их упразднения.

## Население
Численность населения: 406 человек (1892 год), 107 человека в 2002 году (русские 95 %), 56 в 2010.